# Christian Duvaleix

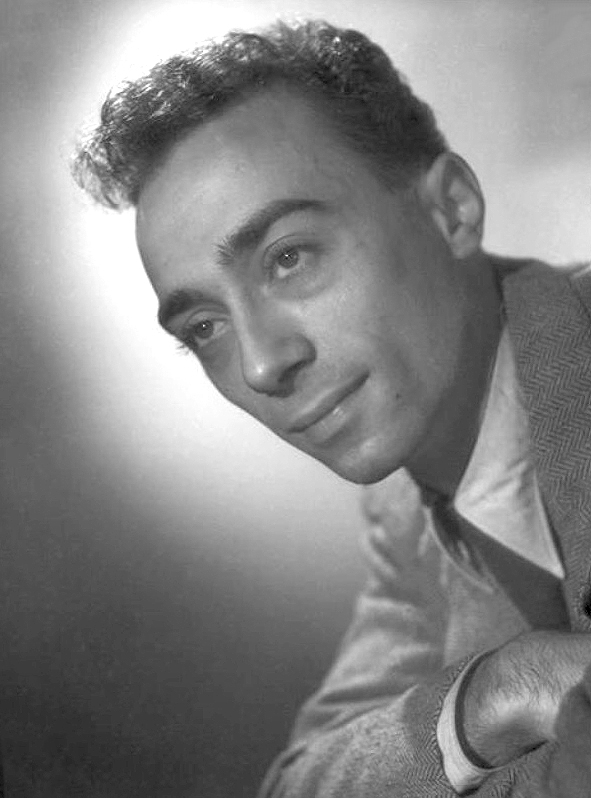
Christian Duvaleix, 1952

Christian Jean Frédéric Duvaleix (* 13. März 1923 in Tunis; † 28. Juli 1979 in Garches) war ein französischer Schauspieler, Drehbuchautor und Regisseur.

## Leben
Er war der Sohn des Schauspielers Albert Duvaleix.
Duvaleix war Teil von Les Branquignols, der Truppe von Robert Dhéry. Als Schauspieler war er an mehr als 40 Produktionen beteiligt.
Er wurde wie sein Vater auf dem Friedhof von Garches bestattet.

## Filmographie
- 1941: Ihr erstes Rendezvous (Premier rendez-vous)
- 1942: À vos ordres, Madame
- 1943: Mademoiselle Béatrice
- 1946: Boîte de nuit
- 1947: Le Bâton
- 1947: Les Aventures des Pieds-Nickelés
- 1949: Branquignol
- 1949: Docteur Laennec
- 1949: Bal Cupidon
- 1950: La fabrication du savon
- 1950: Radio X spielt auf (Nous irons à Paris)
- 1951: Pas de vacances pour Monsieur le Maire (Drehbuchautor)
- 1951: Le Roi du bla bla bla
- 1953: La Route du bonheur
- 1953: Au diable la vertu
- 1953: La Tournée des grands ducs
- 1954: Les Corsaires du Bois de Boulogne
- 1955: Bonjour sourire
- 1956: Drei Mann in einem Boot (Three Men in a Boat)
- 1956: Dry Rot
- 1956: A la Jamaïque
- 1957: C’est arrivé à 36 chandelles
- 1957: Woll’n Sie nicht mein Mörder sein? (Comme un cheveu sur la soupe)
- 1957: Mademoiselle et son gang
- 1958: La Vie à deux
- 1958: Des Königs bester Mann (La Tour, prends garde !)
- 1959: Meurtre au ralenti
- 1960: Ehe französisch (Un couple)
- 1961: Der tolle Amerikaner (La Belle Américaine)
- 1963: Le Wagon-lit
- 1963: Zusammen in Paris (Paris when it sizzles)
- 1964: Paris (maitre d’hôtel)
- 1964: Le Cinéma
- 1964: Félix (Regie und Drehbuch)
- 1964: Le Gain de temps
- 1964: Premier avril
- 1968: Isadora
- 1970: Versprechen in der Dämmerung (La Promesse de l’aube)
- 1970: Solo
- 1974: Vos gueules, les mouettes !
- 1974: Ein Leichentuch hat keine Taschen (Un linceul n’a pas de poches)
- 1974: Le Plumard en folie
- 1977: La Vie parisienne
- 1979: Der Baron von Münchhausen (Les Fabuleuses Aventures du légendaire Baron de Munchausen), französischer Synchronsprecher